# Ceratocapsus keltoni
Ceratocapsus keltoni är en insektsart som beskrevs av Henry 1985. Ceratocapsus keltoni ingår i släktet Ceratocapsus och familjen ängsskinnbaggar. Inga underarter finns listade i Catalogue of Life.